# Wasilij Surikow
Wasilij Iwanowicz Surikow (ros. Василий Иванович Суриков, ur. 12 stycznia?/24 stycznia 1848 w Krasnojarsku, zm. 6 marca?/19 marca 1916 w Moskwie) – rosyjski malarz, mistrz obrazów historycznych.

## Życiorys

### Rodzina
Surikow urodził się 12(24) stycznia 1848 r. w Krasnojarsku, wywodził się z rodu Kozaków, którzy wyemigrowali na Syberię znad rzeki Don, wraz z Jermakiem w XVI w. Ochrzczony 13 stycznia w Kościele Wszystkich Świętych. Dziadek – Wasilij Iwanowicz Surikow (zmarł w 1854 r.), cioteczny brat dziadka – Aleksander Stiepanowicz Surikow (1794 – 1854), był przywódcą Jenisejskiego Pułku Kozackiego, posiadał wielką siłę. Pewnego razu od brzegu odpłynęła kozacka tratwa, przywódca rzucił się w wodę, chwycił linę i wyciągnął tratwę na brzeg. Na jego cześć została nazwana wyspa na Jeniseju. Dziadek Wasilij Iwanowicz Togroszyn był dowódcą wojsk w Turuchańsku. Ojciec – Iwan Wasiliewicz Surikow był urzędnikiem. Matka – Praskowia Fiodorowna Togroszyna – ur. 14. października 1818 r. w kozackiej miejscowości Togroszyno – pod Krasnojarskiem (dzisiejsza nazwa- Tograszyno). W 1854 r. Córka Surikowa, Olga, wyszła za mąż za artystę – Piotra Piotrowicza Konczalowski Konczalowskiego. Jego wnuczka Natalia Konczalowska była pisarką – wśród jej prac – biografia dziadka „Bezcenny Dar”. Jej dzieci – prawnuki Surikowa: Nikita Michałkow i Andriej Konczalowski. Prawnuczka – Olga Siemionowa.

### Lata młodzieńcze

#### W Krasnojarsku
W wieku ośmiu lat Surikow przyjechał do Suchego Buzimu i ukończył dwie klasy szkoły parafialnej przy Cerkwi; w 1858 r. rozpoczął naukę w gimnazjum. Jego rodzice postanawili zostać w Suchym Buzimie. W 1859 umarł na gruźlicę ojciec Wasilija Iwanowicza. Matka wraz z dziećmi wróciła do Krasnojarska. Nie mieli wystarczającej ilości pieniędzy – rodzina oddała więc drugie piętro swojego domu pod wynajem. Wasilij Iwanowicz zaczął malować we wczesnym dzieciństwie. Pierwszym jego nauczycielem był Nikołaj Wasiljewicz Grebniew. Najwcześniej datowanym dziełem Surikowa jest akwarela „Tratwy na Jeniseju” z 1862 roku. (znajduje się w muzeum – Dworku, W.I. Surikowa w Krasnojarsku). Po ukończeniu nauki w gimnazjum, Surikow został skrybą w administracji gubernialnej – w rodzinie nie było pieniędzy na kontynuowanie nauki. W czasie kiedy Surikow pracował w administracji gubernialnej, jego szkice zobaczył gubernator jenisejski P.N Zamiatnin. Gubernator znalazł mecenasa – krasnojarskiego kapitalistę P.I. Kuzniecowa. Piotr Iwanowicz opłacił naukę Wasilija Surikowa w Akademii Sztuk Pięknych.

#### W Petersburgu
11 grudnia 1868 r. Surikow wraz z obozem Piotra Iwanowicza Kuzniecowa wyjechał z Krasnojarska do Petersburga. Surikow nie dostał się do Akademii i na przełomie maja i czerwca 1869 r. uczył się w Petersburskiej Szkole Malarskiej. Jesienią 1869 r. Wasilij Iwanowicz zdał egzaminy, został wolnym słuchaczem Akademii Sztuki, a po roku został przyjęty.
Od 1869 do 1875 roku Surikow uczył się w petersburskiej Akademii Sztuki u P.P. Czistiakowa. W trakcie nauki Surikow otrzymał za swoje prace cztery srebrne medale i kilka nagród pieniężnych. Większą uwagę poświęcał kompozycji, przez co otrzymał przezwisko „Kompozytor”. Pierwszą samodzielną pracą Surikowa był „Obraz pomnika Piotra I na Placu Senackim w Petersburgu”. Latem 1873 roku Surikow przyjechał do Krasnojarska, jakiś czas mieszkał w Chakasji – złotych kopalniach Kuzniecowa. W 1874 r. Surikow podarował Kuzniecowowi swój obraz „Miłosierny samarytanin”, za który otrzymał złoty medal. 4 listopada 1875 roku Wasilij Iwanowicz ukończył Akademię z tytułem akademickiego artysty pierwszego stopnia.

#### W Moskwie
Wasilij Iwanowicz otrzymał zamówienie na stworzenie czterech fresków na temat soborów ekumenicznych w Soborze Chrystusa Zbawiciela. Surikow zaczął pracę nad freskami w Petersburgu, a w 1877 roku przeprowadził się do Moskwy. W Moskwie nie miał własnego mieszkania, mieszkał w wynajmowanych pokojach i hotelach, marzył, aby wrócić do Krasnojarska. Często tam jeździł i spędzał tam lato. 25 stycznia 1878 r. Surikow ożenił się z Elizabeth Charais. (1858-1888) (w różnych źródłach, nazwisko pisane jest inaczej). Jej matka, Maria Aleksandrowna Charais była spokrewniona z dekabrystą Piotrem Swistunowem. Surikow i Charais mieli dwie córki: Olgę i Elenę.

## Najważniejsze obrazy

### „Poranek przed straceniem strzelców” (Утро стрелецкой казни)
W 1878 roku Wasilij Iwanowicz zaczął pracę nad obrazem „Poranek przed straceniem strzelców”. Obraz został ukończony w 1881 roku. W tym samym roku Surikow został członkiem Towarzystwa Pieriedwiżników.

### „Mienszykow w Bieriozowie” (Меншиков в Березове)
P.M Tretiakow w 1883 roku nabył obraz Surikowa „Mienszykow w Bieriozowie”. Artysta zarobił pieniądze, aby wyjechać za granicę. Przebywał w Niemczech, Włoszech, Francji, Austrii. Poznał kolekcję dreźnieńskiej galerii oraz zbiory zgromadzone w Luwrze.

### „Bojarynia Morozowa" (Боярыня Морозова)
W 1881 roku Surikow stworzył pierwszy szkic „Bojaryni Morozowej”, a w 1884 roku, zaczął pracę nad obrazem. O Bojaryni Morozowej, Wasilij Iwanowicz usłyszał od swojej ciotki Olgi Matwiejewny Durandiny, z którą mieszkał w Krasnojarsku podczas nauki w gimnazjum. Przez długie lata Surikow nie mógł znaleźć odpowiednika dla Bojaryni. Prototypem Morozowej była ciocia Surikowa – Awdotia Wasiliewna Togroszyna. Jej mąż, Stiepan Fiodorowicz, przedstawiony na obrazie „Poranek przed straceniem strzelców” jako strzelec z czarną brodą. „Bojarynia Morozowa” została wystawiona na XV wystawie pieriedwiżników w 1887 roku. Surikow latem wyjeżdża do Krasnojarska. 8 sierpnia 1887 roku artysta zaobserwował pełne zaćmienie słońca, którego szkic namalował i który znajduje się w Galerii Twerskiej. W 1887 roku Wasilij Iwanowicz rozpoczyna pracę nad nowym gatunkiem – portretem. Jednym z pierwszych był portret matki (1887 r.). Portret „Mój brat” prawdopodobnie został namalowany w tym samym roku.

### „Zdobycie Syberii przez Jermaka” (Покорение Сибири Ермаком)
W czasie podróży na Syberię, Surikow studiował życie i byt miejscowych narodów. W 1891 roku zaczął pracę nad obrazem „Zdobycie Syberii przez Jermaka”. Części swojego obrazu Surikow malował na rzece Ob. Latem 1892 r. Wasilij Iwanowicz mieszkał w złotych kopalniach I.P. Kuzniecowa w Chakasji. W swoim liście pisał: „Maluję Tatarów. Namalowałem ich już dużo. Znalazłem typ dla Jermaka.” Pracę nad obrazem „Zdobycie Syberii przez Jermaka” kontynuował nad Donem w 1893 roku, a zakończył w 1895 roku. Od 1893 roku Surikow został uznany członkiem petersburskiej Akademii Sztuki.

### „Przejście Suworowa przez Alpy” (Переход Суворова через Альпы)
W październiku 1895 roku, będący w Krasnojarsku Surikow, postanowił namalować obraz „Przejście Suworowa przez Alpy”. Pierwszym prototypem dla Suworowa był kozacki oficer – Fiodor Spiridonow.  W 1898 roku pojawił się zarys, na którym współcześni znawcy uznali za prototypa Suworowa, nauczyciela śpiewu Krasnojarskiego Gimnazjum Męskiego – Grigorija Nikolajewicza Smirnowa. G.N. Smirnow również miał białego konia, którego Surikow przedstawił na obrazie „Przejście Suworowa przez Alpy”. Latem 1897 roku Surikow odwiedza Szwajcarię, tam maluje szkice. Pracę nad obrazem „Przejście Suworowa przez Alpy” zakończył w 1899 roku – w setną rocznicę włoskiego marszu Suworowa.

### „Stiepan Razin” (Степан Разин)
Idea obrazu „Stiepan Razin” pojawiła się u Surikowa jeszcze w 1887 roku, ale pracę nad obrazem rozpoczął w 1900 r. Szkicował na Syberii i nad rzeką Don. Prototypem Stiepana Razina był krasnojarski uczony, Iwan Timofiejewicz Sawienkow, albo jego syn – Timofiejew Iwanowicz. Prawdopodobnie, wcześniej szkice malował na podobiznę Iwana Timofiejewicza, a później jego syna. W 1907 roku, Surikow został członkiem Związku Artystów Rosyjskich, porzucając mury Towarzystwa Pieriedwiżników.

## Ostatnie lata
W 1910 roku Surikow razem z zięciem, artystą P.P Konczalowskim, odwiedza Hiszpanię. W Krasnojarsku w tym samym roku, z inicjatywy Surikowa i Czernyszowa, została otwarta szkoła rysunku, do której Surikow przysłał z Petersburga pomoce naukowe. Latem 1914 r. Wasilij Iwanowicz wraca do Krasnojarska, gdzie pracuje nad pejzażami i kilkoma akwarelami. W 1915 roku Wasilij Iwanowicz wyjeżdza na Krym w celach leczniczych. Surikow zmarł w Moskwie 6(19) marca 1916 r. z powodu chronicznej choroby serca. Pochowany wraz z żoną na Cmentarzu Wagańkowskim.

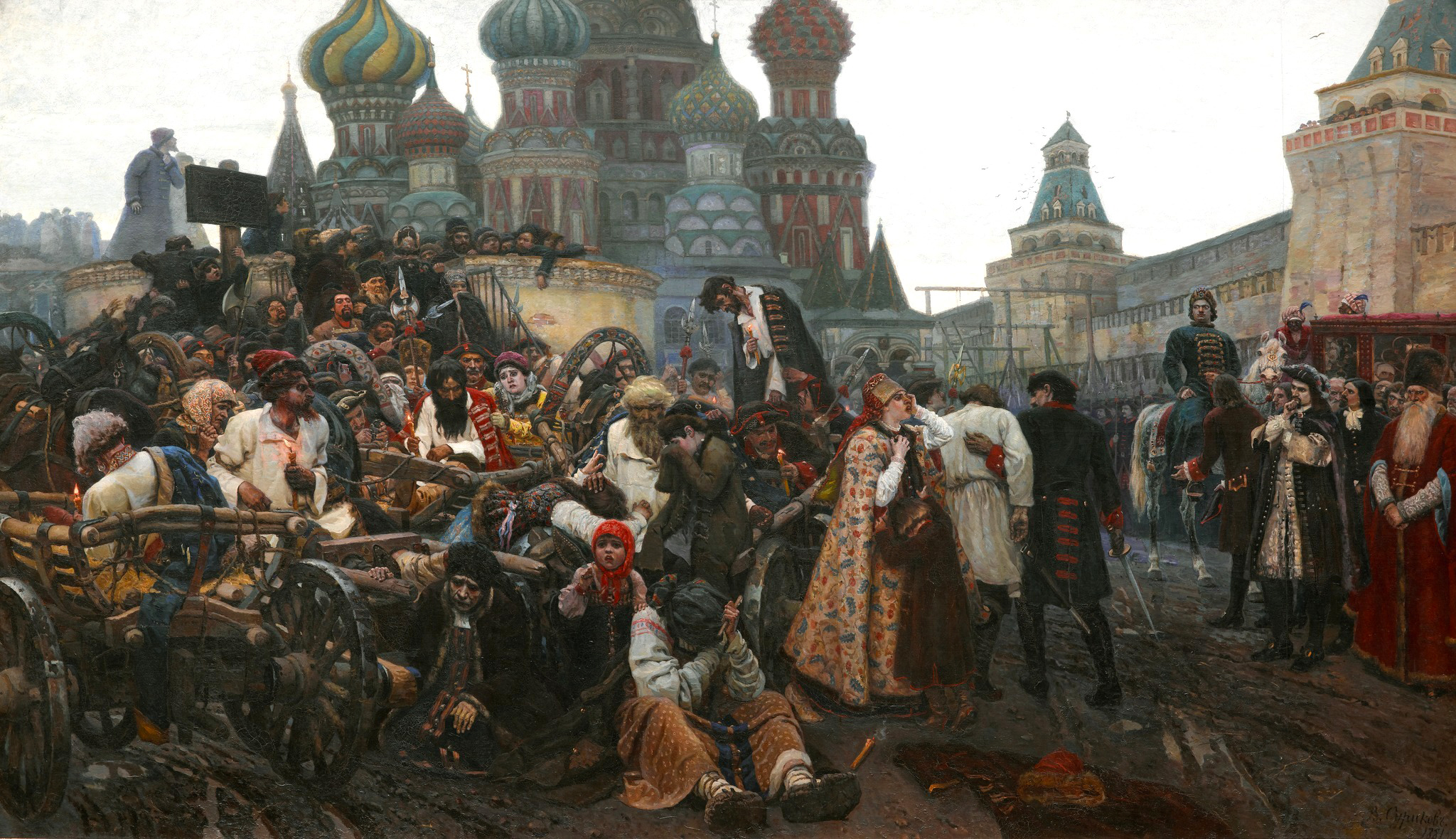
Poranek przed straceniem strzelców
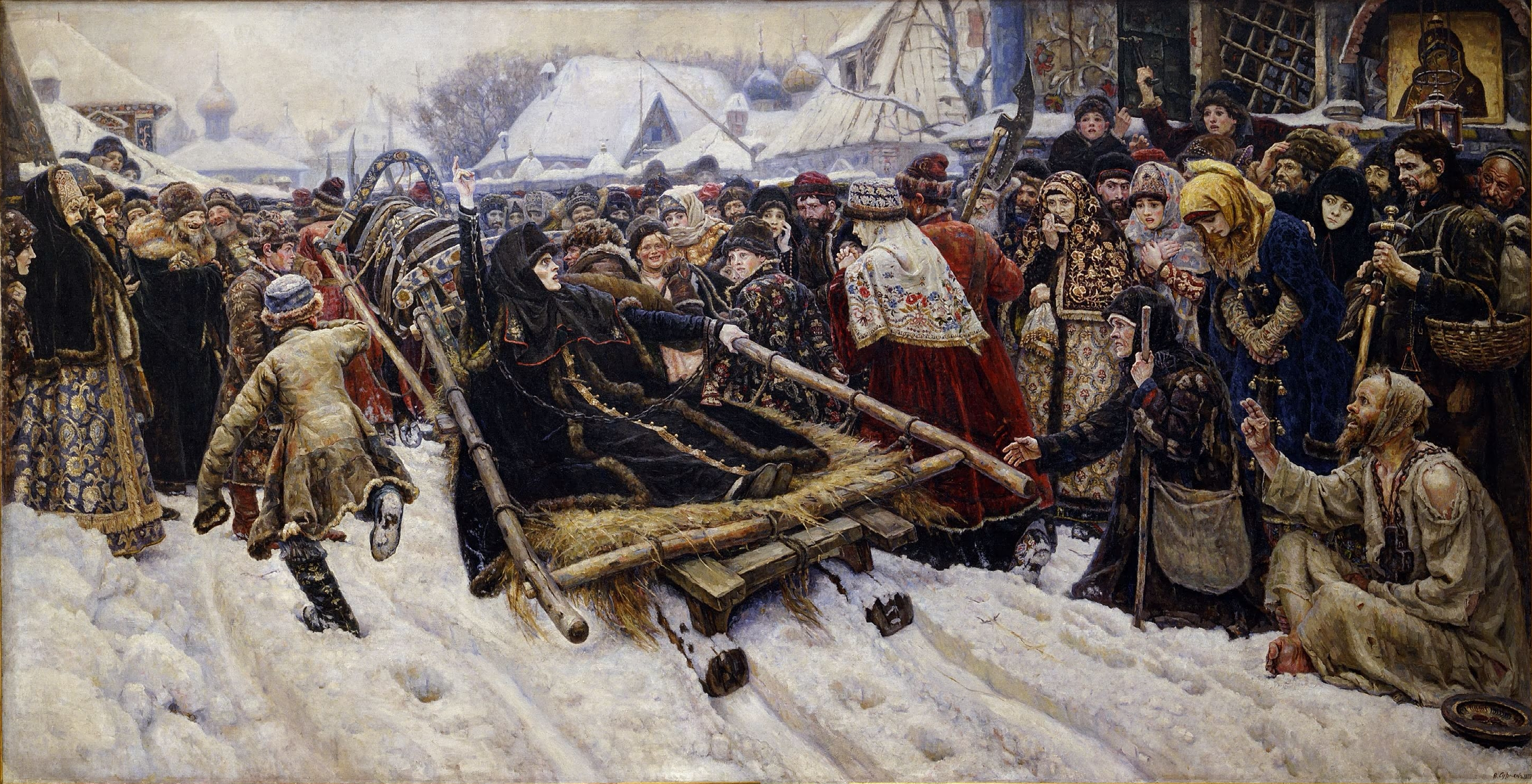
Bojarynia Morozowa
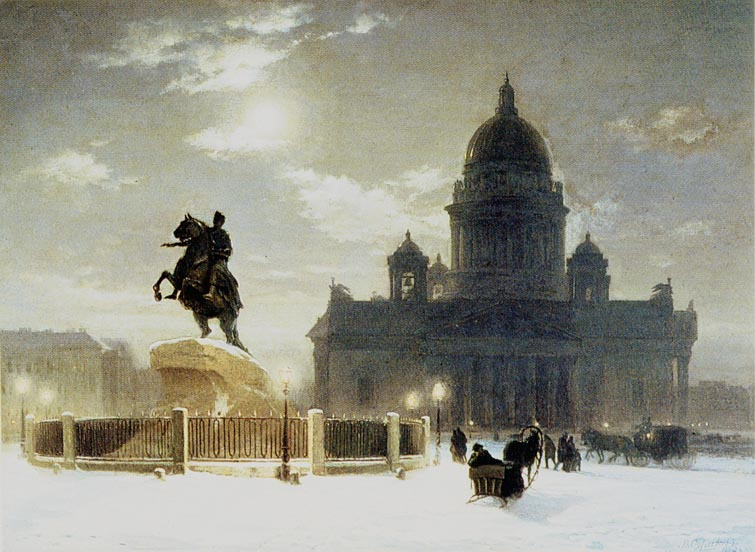
Jeździec Miedziany
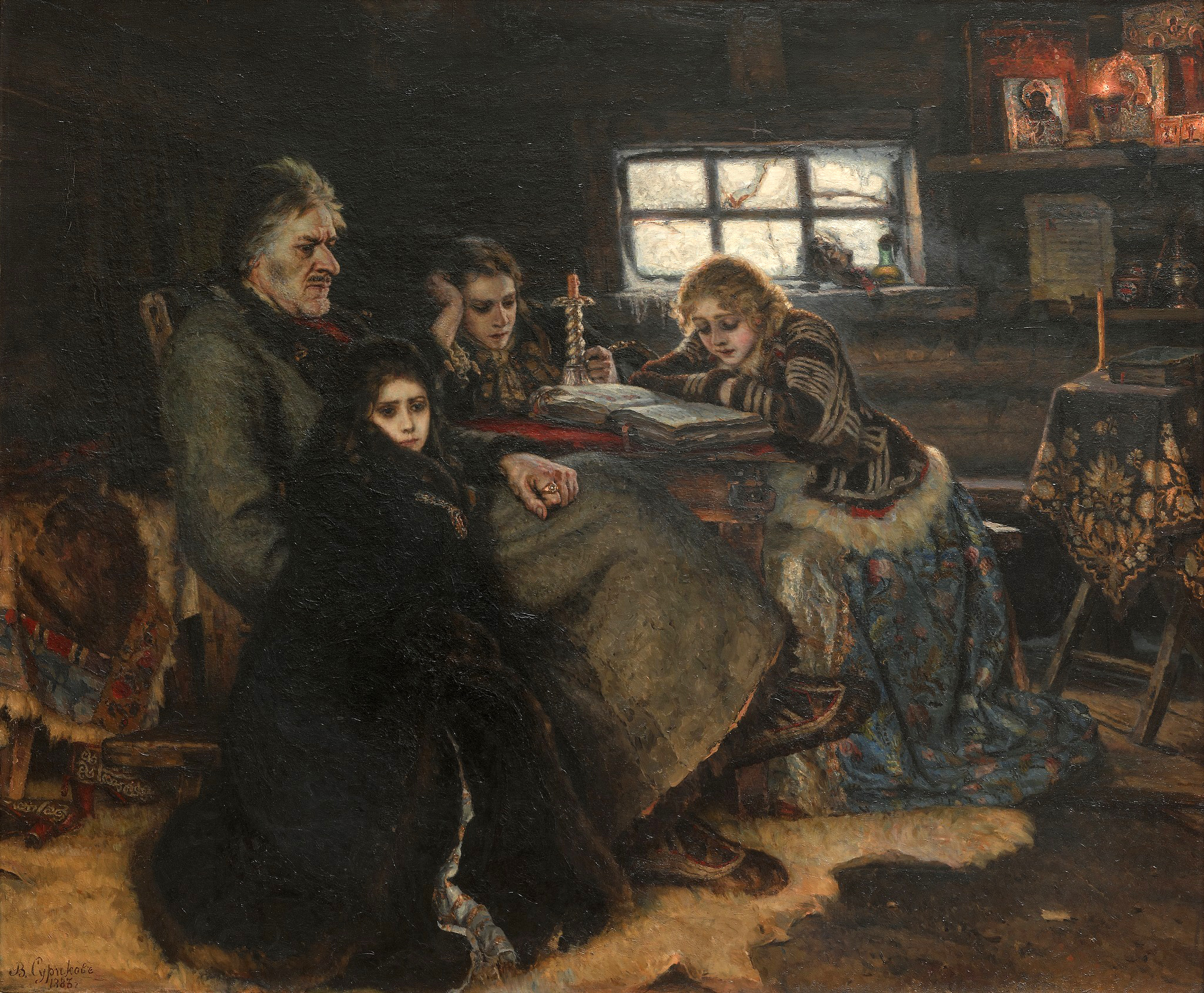
Mienszykow w Bieriozowie
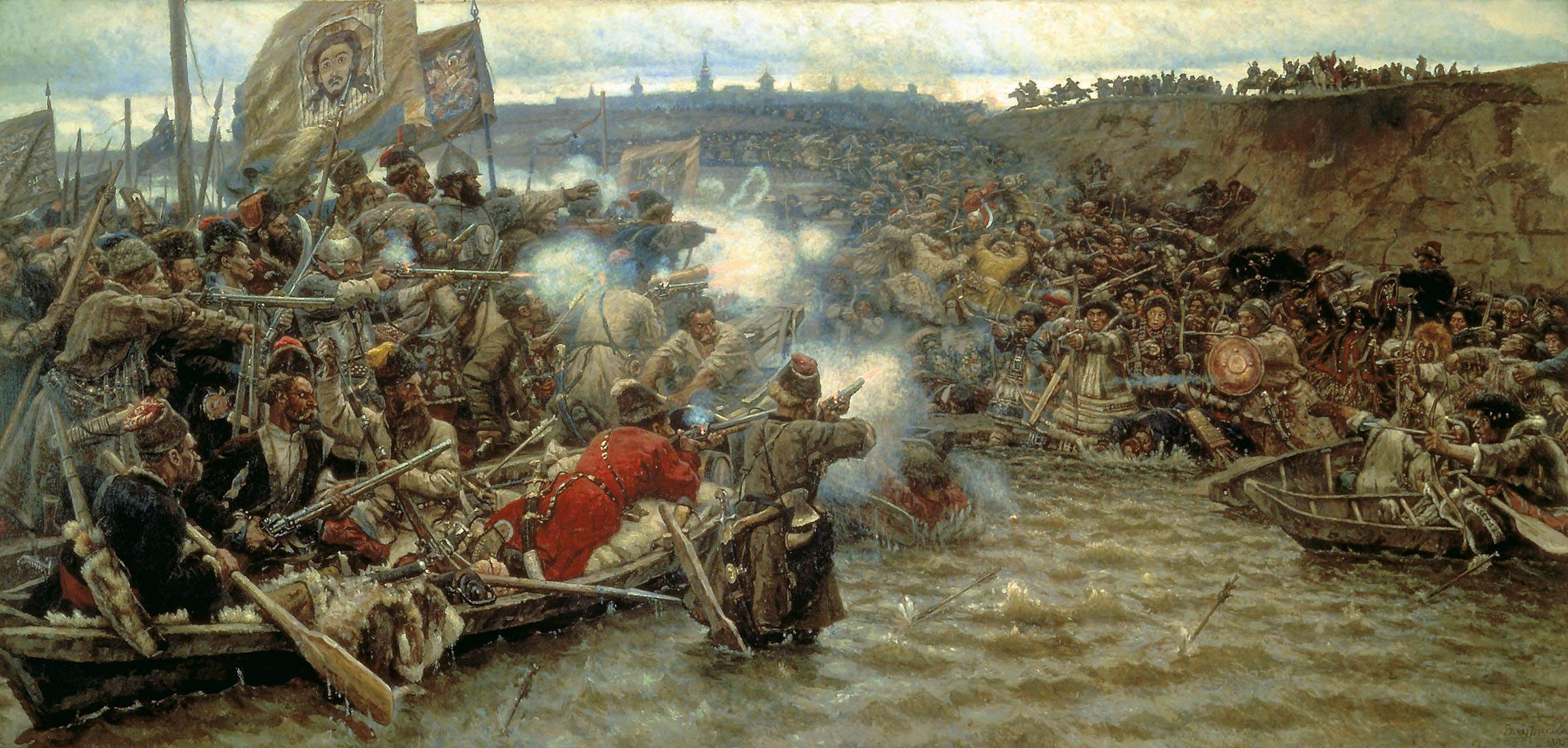
Zdobycie Syberii przez Jermaka